# زمزريقينة
الزمزريقينة (الاسم العلمي: Cercidinae) هي تحت قبيلة من النباتات تتبع الفصيلة البقولية من رتبة الفوليات.

## أجناس الزمزريقينة
- الزمزريق
- الغريفونية